# Buster (саундтрек)
Buster: The Original Motion Picture Soundtrack (рус. Ба́стер: оригина́льный саундтре́к худо́жественного фи́льма) — альбом-саундтрек британского художественного фильма «Бастер», вышедший в 1988 году. Данный саундтрек в основном состоит из коллекции старых композиций, записанных в 1960—1970 годы и исполненных разными исполнителями.
Оригинальными композициями, записанными и исполненными специально для этого фильма, являются композиции: «Two Hearts» и «A Groovy Kind of Love». Композиция «Two Hearts», открывающая данный альбом-саундтрек, была написана и исполнена Филом Коллинзом — известным британским певцом и композитором, который сыграл одну из главных ролей в этом фильме. Композиция «A Groovy Kind of Love», закрывающая данный альбом, также была записана Филом Коллинзом — как кавер-версия одноимённой композиции 1960-х годов, которую исполняла группа The Mindbenders. К слову, оригинальная композиция «A Groovy Kind of Love» в 1965 году заняла вторую строчку британского чарта синглов (UK singles charts). «Two Hearts» и «A Groovy Kind of Love» из данного альбома были также изданы на одноимённых синглах и смогли добраться до вершины американского музыкального чарта The Billboard 100 — «A Groovy Kind of Love» в 1988 году, а «Two Hearts» в 1989 году. Концертные версии этих композиций вошли в концертный альбом Фила Коллинза Serious Hits… Live! 1990 года. А вот их студийные версии не издавались на сольных альбомах Фила Коллинза вплоть до 1998 года, когда свет увидел сборник его лучших хитов …Hits.
Помимо вышеуказанных, в саундтрек фильма «Бастер» вошли ещё две композиции, автором которых является Фил Коллинз. Это «Big Noise» и «Loco in Acapulco», написанная Коллинзом в соавторстве с группой The Four Tops.

## Список композиций

### CD
| №   | Название                                   | Исполнитель                             | Длительность |
| --- | ------------------------------------------ | --------------------------------------- | ------------ |
| 1.  | «Two Hearts»                               | Фил Коллинз                             | 3:23         |
| 2.  | «Just One Look»                            | The Hollies                             | 2:28         |
| 3.  | «Big Noise»                                | Фил Коллинз                             | 3:54         |
| 4.  | «The Robbery»                              | Энн Дадли                               | 7:31         |
| 5.  | «I Got You Babe»                           | Sonny & Cher                            | 3:09         |
| 6.  | «Keep on Running»                          | The Spencer Davis Group                 | 2:44         |
| 7.  | «Loco in Acapulco»                         | The Four Tops при участии Фила Коллинза | 4:11         |
| 8.  | «How Do You Do It?»                        | Gerry and The Pacemakers                | 1:53         |
| 9.  | «I Just Don't Know What to Do with Myself» | Dusty Springfield                       | 3:02         |
| 10. | «Sweets for My Sweet»                      | The Searchers                           | 2:26         |
| 11. | «Will You Still Be Waiting?»               | Энн Дадли                               | 1:54         |
| 12. | «A Groovy Kind of Love»                    | Фил Коллинз                             | 3:30         |

### LP
| №  | Название         | Исполнитель  | Длительность |
| -- | ---------------- | ------------ | ------------ |
| 1. | «Two Hearts»     | Фил Коллинз  | 3:23         |
| 2. | «Just One Look»  | The Hollies  | 2:28         |
| 3. | «Big Noise»      | Фил Коллинз  | 3:54         |
| 4. | «The Robbery»    | Энн Дадли    | 7:31         |
| 5. | «I Got You Babe» | Sonny & Cher | 3:09         |

| №  | Название                                   | Исполнитель             | Длительность |
| -- | ------------------------------------------ | ----------------------- | ------------ |
| 1. | «Keep on Running»                          | The Spencer Davis Group | 2:44         |
| 2. | «Loco in Acapulco»                         | The Four Tops           | 4:11         |
| 3. | «How Do You Do It?»                        | Gerry & The Pacemakers  | 1:53         |
| 4. | «I Just Don't Know What to Do with Myself» | Dusty Springfield       | 3:02         |
| 5. | «Sweets for My Sweet»                      | The Searchers           | 2:26         |
| 6. | «Will You Still Be Waiting»                | Энн Дадли               | 1:54         |
| 7. | «A Groovy Kind of Love»                    | Фил Коллинз             | 3:30         |

## Чарты
Альбом
| Год  | Чарт              | Позиция |
| ---- | ----------------- | ------- |
| 1989 | The Billboard 200 | 54      |

Синглы
| Год  | Сингл                   | Исполнитель | Чарт              | Позиция |
| ---- | ----------------------- | ----------- | ----------------- | ------- |
| 1988 | «A Groovy Kind of Love» | Фил Коллинз | Billboard Hot 100 | 1       |
| 1989 | «Two Hearts»            | Фил Коллинз | Billboard Hot 100 | 1       |